# Elementál

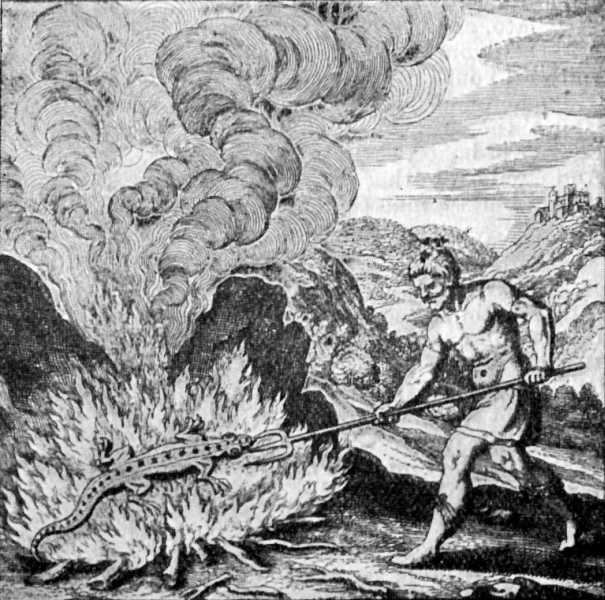
Salamandr, živlový duch ohně na ilustraci z konce 17. století

Elementál, též elementár, elementární či přírodní duch, je v západním esoterismu duch tvořený jedním z klasických živlů, podle kterých jsou rozlišovány tyto čtyři druhy:
- gnómové, duchové země
- salamandři, duchové ohně
- sylfové či sylfy, duchové vzduchu
- undiny či nymfy, duchové vody

Náznaky konceptu elementálů lze nalézt již ve středověkých zdrojích, ale ve své klasické podobě se objevují až v Paracelsově díle Ex Libro de Nymphis, Sylvanis, Pygmaeis, Salamandris et Gigantibus etc. vydaném v roce 1566. Od té doby se počali objevovat v esoterické literatuře, přičemž velký vliv mělo dílo Comte de Gabalis vydané v roce 1670, které přes svůj satirický charakter bylo mnohými okultisty 18. a 19. století bráno zcela vážně. Ústředním motivem této knihy jsou sexuální styky s těmito bytostmi.
V magii 20. století jsou elementálové chápáni jako inteligentní bytosti obývající svůj živel, které jsou k dispozici mágům, kteří mistrovsky ovládají daný element. Jako jejich králové jsou označováni Paralda (vzduch), Džin (oheň), Nichsa (voda) a Ghob (země). Jejich jednostranná povaha zapříčiňuje, že dlouhodobý kontakt s nimi může způsobit nežádoucí změny v chování. Podle některých podání jsou na lidech závislí ve svém duchovním rozvoji, a proto se je aktivně snaží kontaktovat. Podle jiných podání se lidí spíše straní, zjevují se ale někdy dětem, a znají různá tajemství přírody, která se z nich mágové snaží vyzvědět. Mohou mít lidskou podobu či kombinovat lidské a zvířecí znaky, ale zpravidla jsou vysocí jen několik centimetrů, a žijí podobně jako lidé: rodí se, umírají, konzumují potravu a baví se. Už u Paracelsa se také objevilo podání o touze elementálů, především vodních, po manželství s člověkem, což ovlivnilo pohádkovou novelu Undine a následně díla jako Malá mořská víla nebo Rusalka.
Někdy jsou elementálové a elementárové chápáni jako dva rozdílené druhy bytostí. Podle Milana Nakonečného se živloví duchové správně označují jako elementárové, zatímco elementálové jsou nejnižší druh astrálních bytostí – larvové, produkované prolitou krví, semenem a hnutími lidské mysli. Takové druhy bytostí se mohou skládat z více živlů a mohou být stvořeny uměle, příkladem mají být jidam vadžrajánového buddhismu. John Michael Greer naopak uvádí, že v případě že jsou elementálové a elementárové rozlišováni, tak elementárové (elementary spirits) se skládají z více živlů a může se jednat i o duchy zemřelých.
Milan Nakonečný ztotožňuje elementární bytosti s různými mytickými bytostmi předkřesťanských náboženství, folklóru i literatury. Jako duchy země tak uvádí šotky, permoníky, pygmeje a trolly, jako duchy ohně draky, saně, ohnivé muže, bludičky a bazilišky, k duchům vzduchu řadí Ariela a Oberona z Shakespearových her, k duchům vody pak víly, rusalky, vodníky, mořské panny, sirény nebo najády. Dále k nim pak také počítá elfy, kentaury a lesní sylvány, za jejichž vůdce označuje řeckého boha Pana. Mimo západní kontext k nim pak řadí perské dévy, arabské ifrít a indické bhuty.